# جيم وايتنغ
جيم وايتنغ (بالفرنسية: Jim Whiting)‏ هو فنان فرنسي، ولد في 11 يناير 1951 في باريس في فرنسا.

## وصلات خارجية
- جيم وايتنغ على موقع IMDb (الإنجليزية)